# تطور الخلايا

يشير تطور الخلايا إلى أصل نشأة الخلايا في بادئ الأمر والتطور الذي لحق بها عبر السنين. حيث ظهرت أول خلية قبل 13.8 مليار سنة على الأقل. و في هذا المقال نحن لا ننفي وجود الله هنا بل نتحدث من الناحية العلمية على الزمن الذي ظهرت في الخلية الاولى و كيف تطورت.

## الخلية الأولى
كان نشأه الخلية ومن ثم تطورها هي الخطوة الأكثر أهمية في تطور الحياة على الأرض. نشأة الخلية هي علامة مرور من الكيمياء ما قبل الحيوية إلى وحدات تقسيم تشبه الخلايا الحديثة. التطور النهائي في الخلايا يعتمد في تطورة بشكل فعال عن طريق الانتقاء الطبيعي. وهذا التطور والتحول يسمى بتطور داروين.
وإذا نُظر للحياة من منظور جزيئات النسخ المتماثل، فإن الخلايا تحتاج لشرطين أساسيين: الحماية من البيئة الخارجية، وحصر النشاط الكيميائي الحيوي. هناك حاجة للحفاظ على الجزيئات المعقدة مستقرة حتى وإن كانت البيئة عدوانية في بعض الأحيان. وهذا أساسي لتطور البنية البيولوجية. إذا كانت الجزيئات العائمة بحرية والتي يرمز لها بالإنزيمات ليست محكومة داخل الخلايا، فقد كانت لتستفيد بجزئيات النسخ المتماثل. يمكن النظر إلى العواقب المترتبة على نشرها في أشكال الحياة ب «التطفل افتراضيا.» ولذلك، فإن اختيار الضغط على جزيئات النسخ المتماثل يكون أقل، حيث أن جزيء 'محظوظ' يقوم بإنتاج إنزيم أفضل ليس بمميز عن غيره من أشباهه من الإنزيمات الأخرى. إذ يتم وضع الجزيء في غشاء خلية ما، وتكون الإنزيمات مخصصة فقط لخدمة تلك الخلية. فستكون هذه الخلية مستفادة بشكل فريد من تلك الإنزيمات التي تعمل بالشكل الأفضل لخدمة تلك الخلية.
وقد بدأ تقسيم الخلايا بداية من الشكل الكروي التي شكلتها proteinoids (تعنى بروتينات حرارية أو الخلايا شبية البروتينات)، الذي لوحظ عن طريق تسخين الأحماض الأمينية مع حامض الفوسفوريك كمحفز. أنها تحمل الكثير من السمات الأساسية التي تقدمها أغشية الخلايا. والتي قد تكون أولى أشكال الحياة الخلوية على الأرض.
والاحتمال الآخر هو أن شواطئ المياه الساحلية القديمة ربما كانت بمثابة مختبرات عملاقة، ومساعدة بدورها في تجارب لا تحصى لإحداث الخلية الأولى. حيث أن الموجات على الشاطئ تقوم بخلق رغوة حساسة تتألف من الفقاعات. المياه الساحلية الضحلة تميل إلى أن تكون أكثر دفئا، وزيادة تركيز جزيئاتها عن طريق التبخر. في حين فقاعات تتألف في معظمها من الماء تميل إلى الاندفاع بسرعة، الفقاعات الزيتية هي الأكثر استقرارا، ومنح المزيد من الوقت لفقاعة معينة لتنفيذ هذه التجارب قد تكون حاسمة. مركبات فوسفوليبد (فوسفورية) هو مثال جيد على مركب زيتي نشأ في البحار يسبق التكوين الجنيني.
وتتكون الدهون الفوسفاتية من رأس محب للماء وفي مؤخرتها ذيل كاره للماء. حيث تمتلك خاصية مهمة لبناء أغشية الخلايا. ويمكن أن تندمج معا لتشكيل غشاء طبقة ثنائية. يمكن أن يحتوي فقاعة الدهن أحادي الطبقة فقط النفط، ولا يفضي إلى إيواء الجزيئات العضوية للذوبان في الماء، ولكن طبقة ثنائية من فقاعة الدهون يمكن أن تحتوي على الماء. وبمجرد توافر المكونات والمركبات الصحيحة في الوسط الخلوي، يتم بناء وتطوير بدائيات النوى الأولى، حقيقيات النوى، والكائنات متعددة الخلايا.[بحاجة لمصدر]

## عملية الأيض
الخلايا الحيوية الموجودة الآن وهي (حقيقيات النوى، والبكتيريا، والعتيقة) قد يكون هناك مجموعة من الكائنات الحية التي تتبادل تلك الخلايا بسهولة عن طريق الجينات. وأمثلة على ذلك ː
- كائن ذاتي التغذية ː  هو مصطلح يطلق على الكائنات الحية التي تنتج مركبات عضوية معقدة (كالسكريات، والدهون، والبروتينات) من مواد بسيطة موجودة في محيط تلك الكائنات، وعادة ما يتم ذلك باستخدام الطاقة من الضوء (ب التمثيل الضوئي)، أو من تفاعلات كيميائية غير عضوية التمثيل الكيميائي. تعد ذاتيات التغذية مصدر الغذاء الأول في السلسلة الغذائية؛ كالنباتات على اليابسة والطحالب في الماء. في يخضور النبات (الأوراق الخضراء) يتحول ثاني أكسيد الكربون الموجود في الهواء مع الماء تحت فعل أشعة الشمس يكوّن منها مواد كربوهيدرات وغيرها من المواد اللازمة لنمو النبات. تسمى تلك العملية التمثيل الضوئي. والنباتات التي تقوم بذلك تسمى «ذاتية التغذية».
- كائن غيري التغذية ː هي الكائنات الحية التي تحصل على غذائها عن طريق كائنات أخرى التي يستضيفها.
- Saprotrophs كائنات تقوم بامتصاص المواد الغذائية من الكائنات المتحللة
- Phagotrophs كائنات معقدة بما فيه الكفاية تقوم بهضم المواد الغذائية، بما في ذلك الكائنات الحية الأخرى.

يبدو أن خلية حقيقية النواة قد تطورت من خلايا بدائية النواة. العضيات التي تحمل الحمض النووي مثل الميتوكوندريا والبلاستيدات الخضراء هي من مخلفات البكتيريا التكافلية القديمة التي تتنفس الأكسجين والبكتيريا الزرقاء، على التوالي، حيث قد تكون مستمده جزء على الأقل من بقية خلية من خلايا بدائيات النواة. هذا المفهوم غالبا ما يطلق عليه نظرية endosymbiotic. لا يزال هناك جدل حول ما إذا كان العضيات مثل هيدروجينوسوم سبقت أصل الميتوكوندريا، أو العكس بالعكس: انظر فرضية الهيدروجين لأصل الخلايا حقيقية النواة.
كيف تطورت الأنساب الحالية من الميكروبات في هذا الوقت الحالى؟ وذلك السؤال ما يجعل علماء الأحياء يبحثون بشكل مكثف حول ذلك التطور، وذلك التحفيز تدفق بشكل كبير بسبب الاكتشافات الجديدة في علم الجينوم.

## الشفرة الوراثية والحمض النووي الريبي
انتقل الحمض النووي الريبي القديم إلى العالم الخلوي الحديث عبر تطور تخليق البروتين، يليه استبدال العديد من المحفزات بإنزيم من الانزيمات المعتمدة على البروتين. البروتينات هي أكثر مرونة بكثير في الحفز من الحمض النووي الريبي بسبب وجود سلاسل من الأحماض الأمينية المختلفة ذات خصائص كيميائية متميزة. يظهر سجل الحمض النووي الريبي في الخلايا الموجودة للحفاظ على بعض «الحفريات الجزيئية» من RNA الموجود الآن. وتشمل هذه الحفريات الريبوسوم نفسه (RNA يحفز تشكيل ببتيد السندات)، ومن أمثلة الحمض النووي الريبوزي الحديث: RNase P, and tRNAs 

## النماذج المعيارية
على الرغم من النزاع حول الأصول التطورية لسلالات الخلايا الحديثة الرئيسية، إلا أن الفروق الأساسية بين السلالات الرئيسية الثلاث للحياة الخلوية (تدعى بالنطاقات) راسخة ومثبتة.
يبدي كل نطاق من هذه النطاقات الثلاثة خصائصًا مميزةً فيما يتعلق بتضاعف الحمض النووي الريبوزي منقوص الأكسجين، النسخ، والترجمة؛ يوجد ثلاثة نسخ من الحمض النووي الريبي الريبوسومي، وثلاث نسخ عمومًا من كل بروتين ريبوسومي، نسخة واحدة لكل نطاق. تسمى هذه السبل الثلاثة لتخليق البروتين بالنماذج المعيارية، ووجود هذه النماذج المعيارية يوفر الأساس لتعريف النطاقات الرئيسية الثلاث -البكتيريا القديمة، البكتيريا، وحقيقيات النوى- للخلايا الموجودة حاليًا.

## استخدام علم الجينوم لاستنتاج الخطوط التطورية الأولى
تحولت الجهود العلمية إلى تحليل تسلسل الجينوم الكامل، بدلاً من الاعتماد على جين واحد أو بضع جينات مثل جين الوحدة الفرعية الصغيرة للحمض النووي الريبي الريبوسومي (SSU rRNA) لإعادة بناء الخطوات الأولى التطور.
لا تُحيط الأشجار التطورية المعتمدة على الوحدة الصغيرة للحمض النووي الريبي الريبوسومي (SSU rRNA) فقط ببدايات تطور حقيقيات النوى على نحوٍ دقيق، ولا تزال الخلايا السلف لحقيقيات النوى غامضة. على سبيل المثال: يُظهر تحليل الجينوم الكامل لفطر حقيقي النواة ارتباط جيناته الوثيق بالجينات البكتيرية أكثر من ارتباطها البكتيريا القديمة، ومن الواضح الآن أن البكتيريا القديمة ليست الأسلاف البسيطة لحقيقيات النواة، وذلك بعكس ما أبدته نتائج سابقة اعتمدت على الوحدة الصغيرة للحمض النووي الريبي الريبوسومي (SSU rRNA) وعدة جينات أخرى.
تقول إحدى الفرضيات بأن أول خلية منواة نشأت من نوعين مختلفين تمامًا من بدائيات النواة القديمة (خلايا غير منواة)، حيث شكل هذين النوعين علاقةً تكافليةً مع بعضها البعض لإنجاز سبلٍ أيضيةٍ مختلفة، ويُعتَقَد أن أحد شركاء هذا التكافل كان عبارة عن خلية بكتيرية والآخر خلية بكتيرية قديمة. من المفترض أن هذه الشراكة التكافلية تطورت عبر الاندماج/الانصهار الخلوي بين هذين الشريكين لينتج عن ذلك خلية هجينة تمتلك غشاءً يحيط بمكونات داخلية؛ الأمر الذي مهّد للخلايا المنواة. تلى هذا الاندماج انتقال جينوم الشريكين إلى النواة ليندمجا هما الآخرين مع بعضهم البعض. اقتُرِحَت عدة أشكال أخرى من هذه الفرضية حول منشأ الخلايا المنواة. يعارض علماء أحياء آخرون هذا المفهوم ويؤكدون على موضوع العلاقات الأيضية في المجتمع، وهي فكرة تقول بأن مجتمعات الحياة الأولى اشتملت على كيانات مختلفة عديدة، وأنها تشاركت موادها الجينية على نطاق أوسع من الميكروبات الحالية.

## اقتباسات
«يمكن القول أن تطور الخلايا الحديثة هي المشكلة الأكثر تحديا في مجال علم الأحياء في أي وقت مضى.  في أيام داروين بالكاد يمكن أن يتصور المشكلة. فقد كانت ولفترة طويلة من القرن 20th مستعصية على الحل. وبدأ الشغف من قبل العلماء لدراسة التطور الخلوي، والمشاكل التي قد يتعرضون اليها وكيفية التعامل معها، ولم يكن حتى وقتها قد وصلت علوم الجينوم الميكروبية على الساحة  حيث كان العلماء يستغلونها بشكل كبيرة في التعامل مع مشكلة التطور الخلوي.» (كارل وويس، 2002).

## وصلات خارجية
- Life on Earth
- The universal nature of biochemistry
- Endosymbiosis and The Origin of Eukaryotes
- Origins of the Eukarya.